# Rabenstein (Ahorntal)
Rabenstein ist ein Gemeindeteil der Gemeinde Ahorntal im Landkreis Bayreuth (Oberfranken, Bayern). Rabenstein liegt in der Gemarkung Kirchahorn.

## Geografie
Rabenstein besteht aus der Burg Rabenstein, den Wirtschaftsgebäuden des dazugehörigen Ökonomiehofes und einem etwa 400 Meter nordöstlich davon gelegenen Anwesen. Es liegt auf einem Bergsporn nördlich vom Ailsbach.

## Geschichte
1156 wurde ein „Wernhart de Rabensteine“ urkundlich erwähnt. Dies ist zugleich der erste schriftliche Beleg für den Ort.
Bis zum Beginn des 19. Jahrhunderts unterstand Rabenstein der Landeshoheit von reichsunmittelbaren Adeligen, die sich in dem zum Fränkischen Ritterkreis gehörenden Ritterkanton Gebürg organisiert hatten. Die für die Landeshoheit maßgebliche Vogtei wurde von der Adelsfamilie der von Schönborn ausgeübt. Die Wahrnehmung der Hochgerichtsbarkeit stand dem zum Hochstift Bamberg gehörenden Amt Waischenfeld in seiner Rolle als Centamt zu. Als die reichsritterschaftlichen Territorien im Bereich der Fränkischen Schweiz infolge des Reichsdeputationshauptschlusses mediatisiert wurden, wurde Rabenstein unter Bruch der Reichsverfassung am 1. November 1805 vom Kurfürstentum Pfalz-Baiern annektiert. Damit wurde die damalige Einöde ein Bestandteil der bei der „napoleonischen Flurbereinigung“ in Besitz genommenen neubayerischen Gebiete, was erst im Juli 1806 mit der Rheinbundakte nachträglich legalisiert wurde.

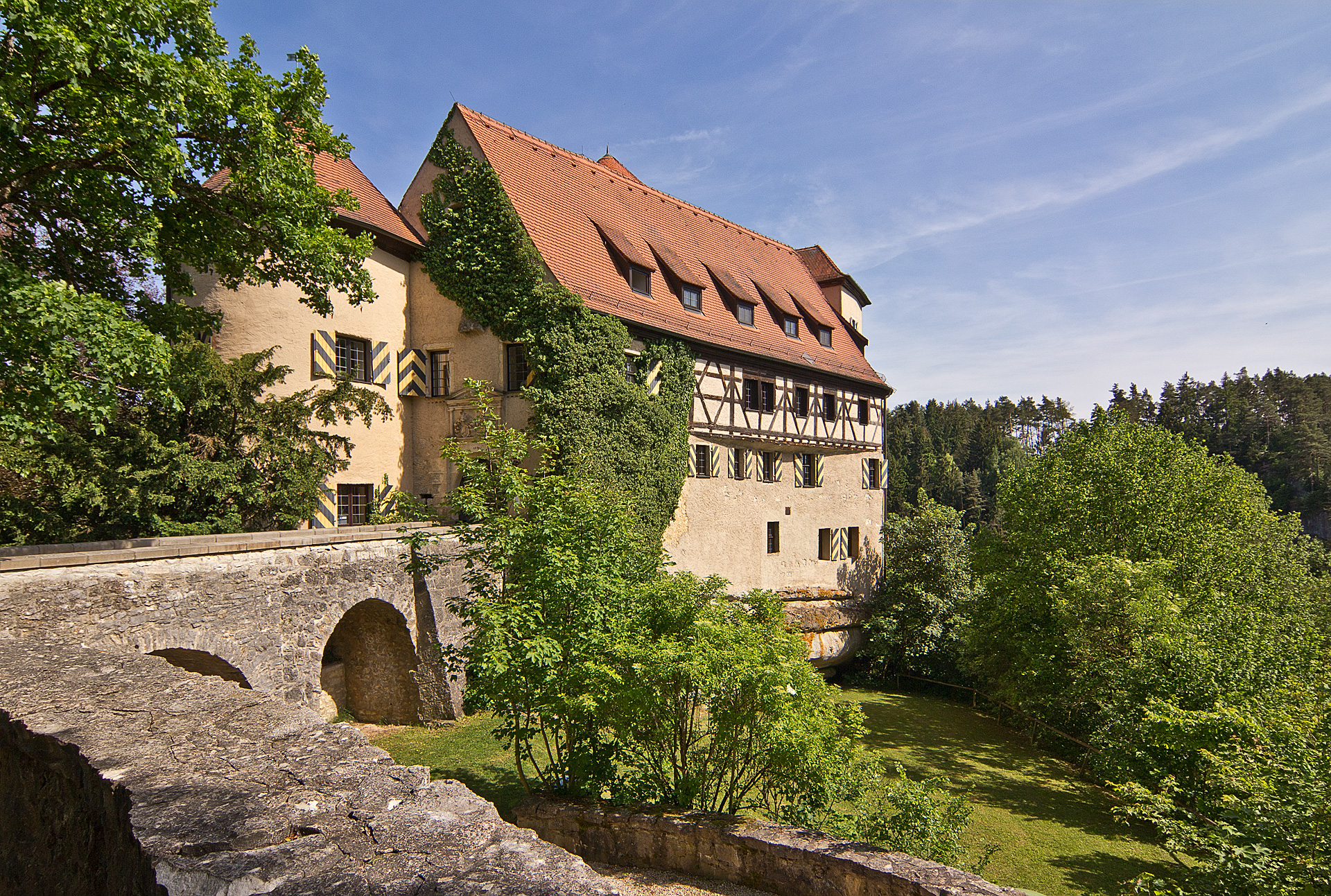
Die Burg Rabenstein von Nordnordwest her gesehen

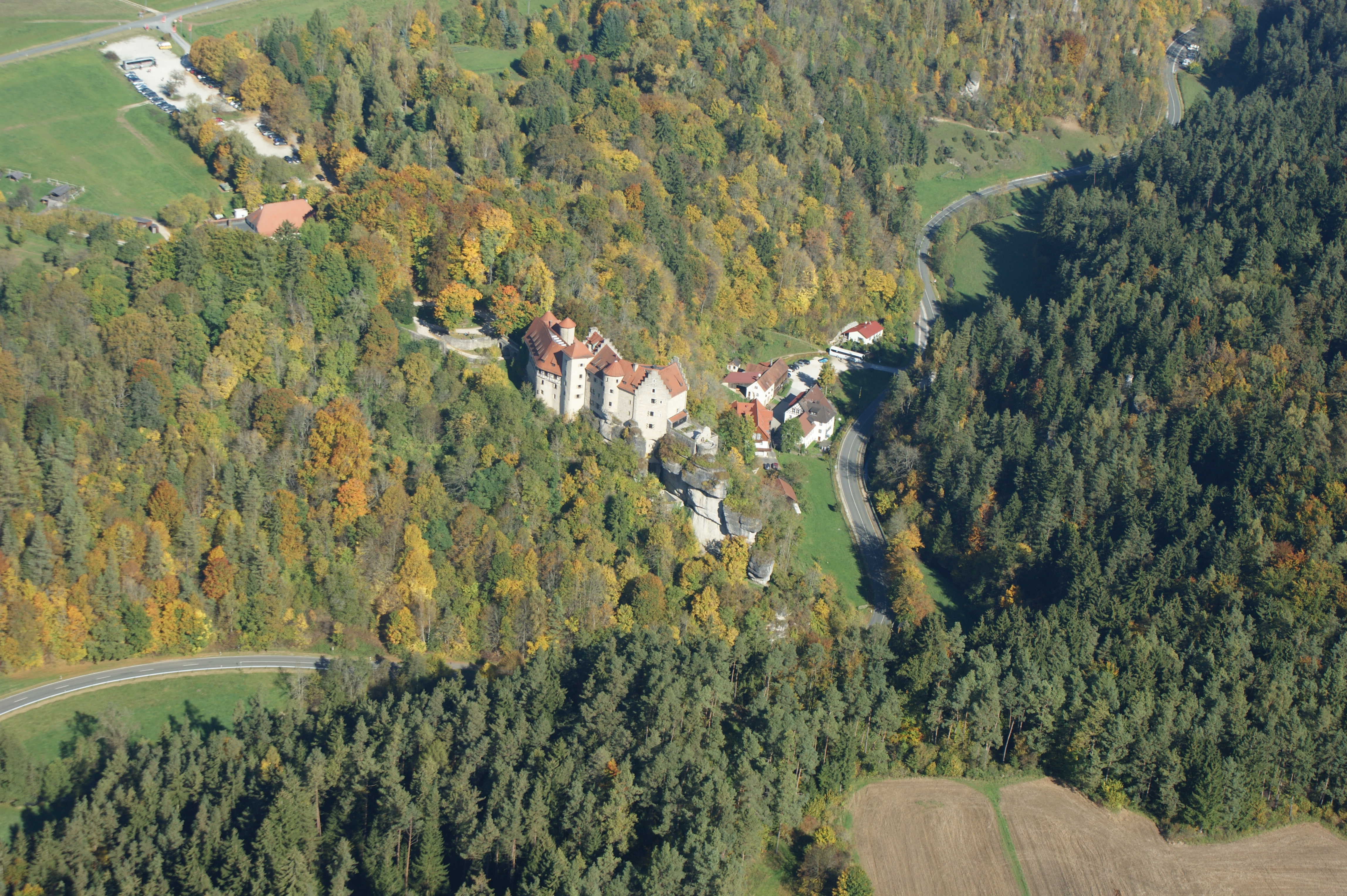
Luftbild von Burg und Ökonomiehof der Ortschaft Rabenstein

Durch die Verwaltungsreformen im Königreich Bayern wurde Rabenstein mit dem Zweiten Gemeindeedikt im Jahr 1818 ein Bestandteil der Ruralgemeinde Kirchahorn. Im Zuge der Gebietsreform in Bayern wurde die Gemeinde Kirchahorn am 1. Januar 1972 ein Bestandteil der neu gebildeten Gemeinde Ahorntal.

## Verkehr
Die Anbindung an das Straßenverkehrsnetz wird durch eine Stichstraße hergestellt, die von einer nordwestlich des Ortes vorbeiführenden Gemeindeverbindungsstraße abzweigt. Diese kommt von der Kreisstraße BT 34 und führt weiter nach Eichenbirkig bzw. südwärts abzweigend nach Oberailsfeld. Vom ÖPNV wird Rabenstein nicht bedient, die nächstgelegene Bushaltestelle befindet sich bei der Neumühle an der Staatsstraße 2185. Die am schnellsten erreichbaren Bahnhöfe befinden sich in Creußen, Schnabelwaid und Pegnitz. Der nächste Fernbahnhof ist der Hauptbahnhof in Bayreuth.